# حقيبة تدريبية
الحقيبة التدريبية هي عبارة عن محتوى تدريبي في مجال/مجالات مختلفة يتم استخدامه بواسطة مدرب لتحقيق أهداف محددة. وتشتمل الحقيبة التدريبية على أدبيات ورسومات توضيحية ومعينات وأساليب تدريبية وخطط جلسات تدريبية وملاحق تمّ تجميعها من مصادر أو من خلال واقع التجارب والخبرات العملية الميدانية. وهي بهذا تكون أداة من أدوات التدريب، ودليل مرشد لإجراءاته، يمكن استخدامها من قبل المدرب والمتدرب لتحقيق أهداف التدريب.

## مفهوم الحقيبة التدريبية

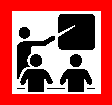
الحقيبة التدريبية :خطة تنفيذية لعملية التدريب الفعلي

التدريب هو نشاط منظم يهدف إلى إحداث تغيرات في الفرد والجماعة المستهدفة بالتدريب، ومن أهم عناصر بناء برامج التدريب هو توفير أدواته العلمية وفي مقدمتها الحقائب التدريبية، والتي يمكن تعريفها:
- الحقيبة التدريبية هي مجموعة الأدوات والآلات والمعلومات والوسائل التي تساعد على تفهم المادة التدريبية واكتساب المعارف والمهارات من خلال التعامل المباشر مع مكونات الحقيبة التدريبية.[2]
- أو : مجموعة من الخبرات التدريبية يتم تصاميمها وإعدادها من قبل خبراء مختصين بطريقة منهجية ومنظمة، ومنسقة، وتستخدم كوسيط للتدريب من قبل المدرب .[3]
- أو : وثيقة تتضمن بيان تفصيليًا بإجراءات التدريب لاستخدامها من قبل مدرب أو أكثر وبشكل يضمن تحقيق الأهداف المرجوة من البرنامج التدريبي .
- أو : خطة تنفيذية لعملية التدريب الفعلي وذلك عن طريق إعداد المادة العلمية والأنشطة والخطوات الأجرائية اللازمة للتنفيذ على أساس الأهداف التدريبية.[4]

والبعض يتوسع في مفهوم الحقيبة التدريبية إلى مفهوم أكثر شمولية يضم كل التجهيزات والأدوات والمواد والإستراتيجيات والتكتيكات التدريبية المصممة بتكامل للتأثير على معارف ومهارات وسلوك المتدرب لتحقيق الاحتياج المطلوب أو جزء منه.

## الأغراض الأساسية للحقيبة
الأغراض الأساسية التالية :

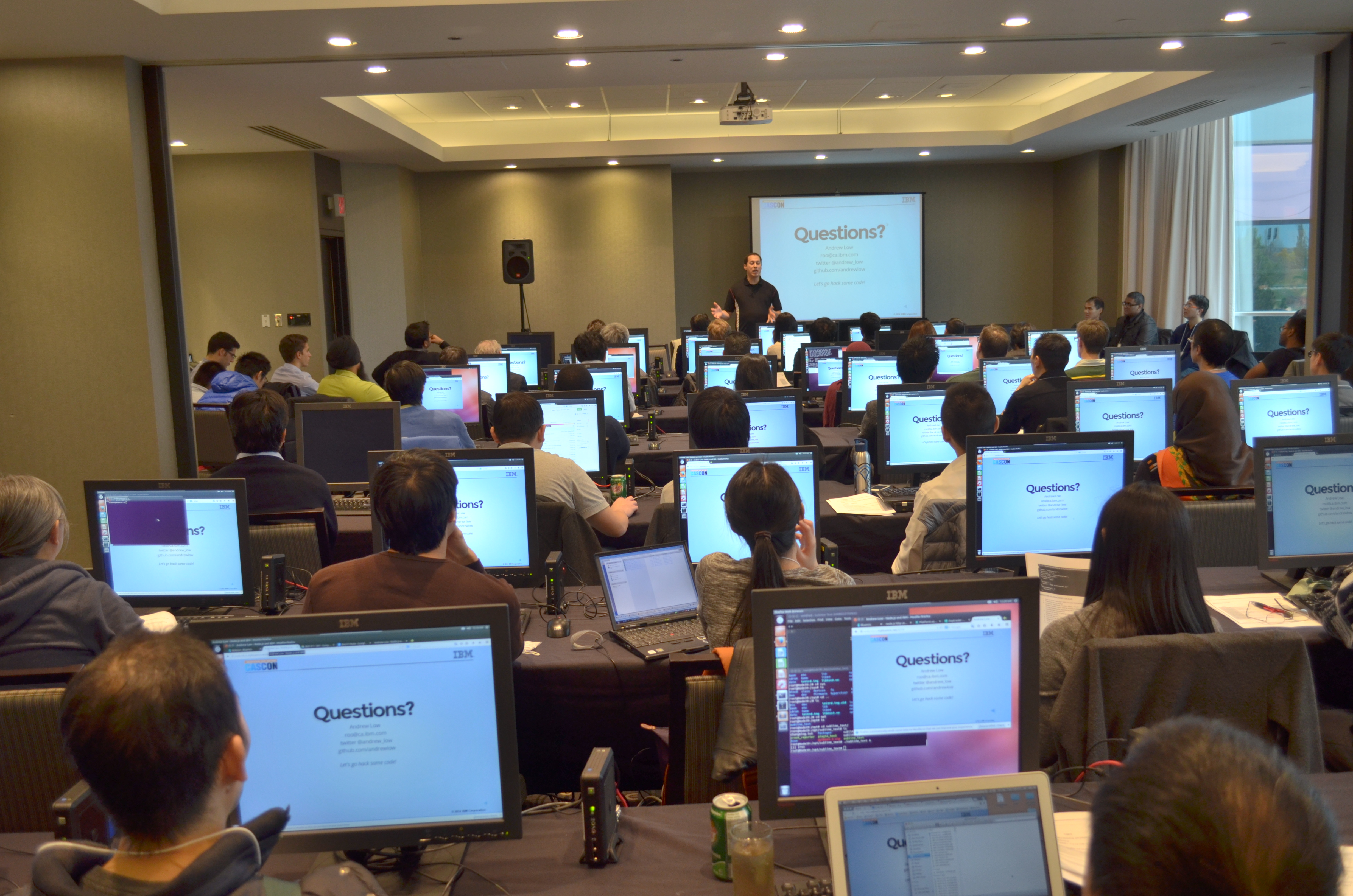
تدريب باستخدام الحاسب الآلي

1. توضيح محتويات البرنامج وأهدافه وشروطه ومدته والوظائف المستهدفة.
2. توضيح الوحدات التدريبية لكل مادة وزمنها وأهدافها وموضوعاتها.
3. توضيح الأدوار المشاركة في التدريب (المدرب والمتدرب).
4. تستخدم كمرشد عام لإدارة الجلسات التدريبية.
5. توفر المادة العلمية الأساسية والادوات الضرورية للتطبيق العملي.
6. توفر أدوات قياس اكتساب المهارات والمعارف.[6]

## أنواع الحقائب التدريبية

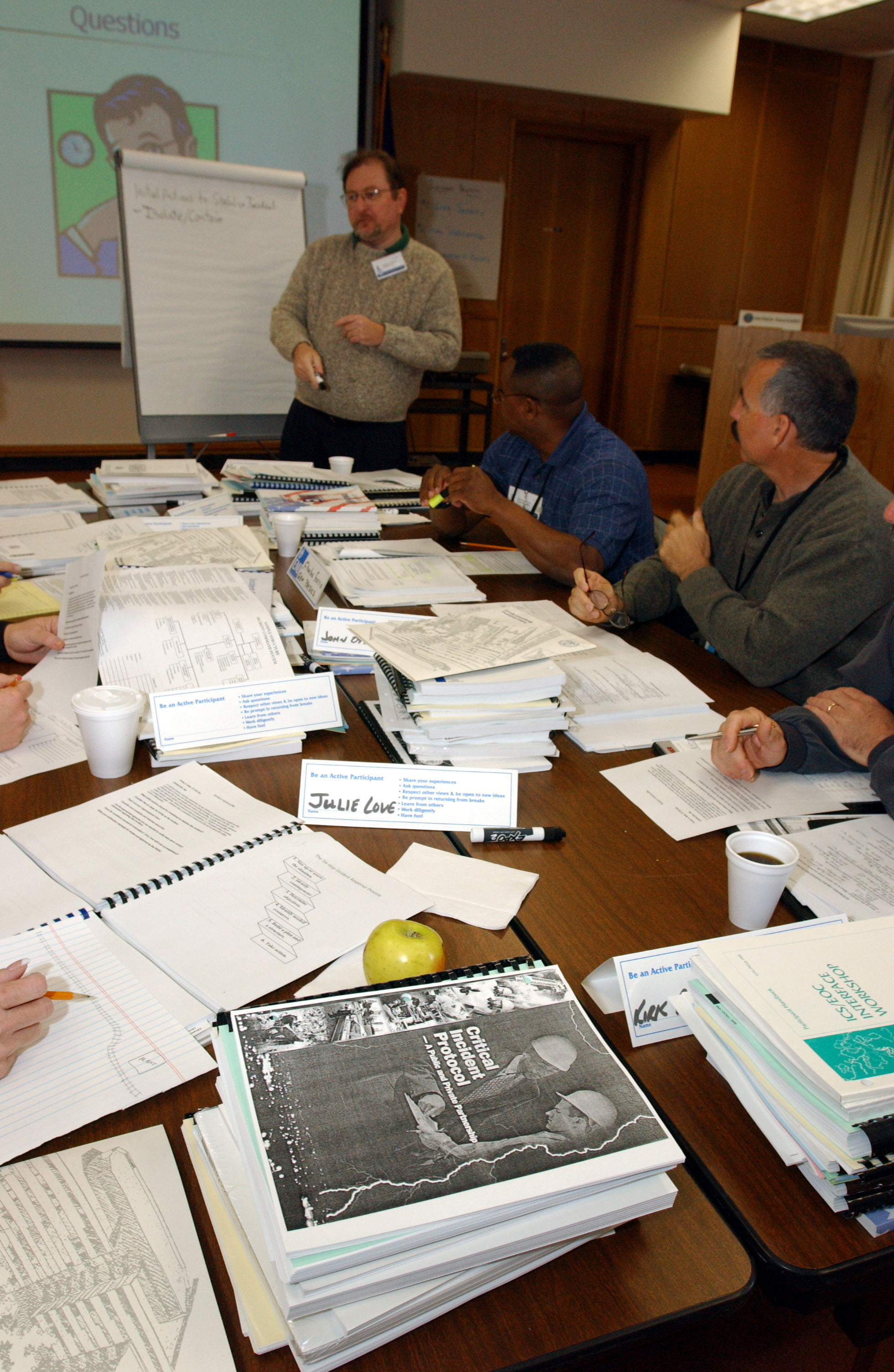
FEMA - 7619 - Photograph by Jocelyn Augustino taken on 03-10-2003 in Maryland

### من حيث الاستخدام
1. حقيبة المدرب.
2. حقيبة المتدرب .
3. حقيبة شاملة .

### من حيث التصميم
1. حقيبة تكاملية.
2. حقيبة ذاتية .
3. حقيبة إليكترونية.
4. حقيبة مبرمجة «متعددة البدائل»

### من حيث المحتوى
1. حقيبة تدريبية أحادية.
2. حقيبة تدريبية متعددة الوحدات.

### من حيث الأنشطة التدريبية
1. حقيبة تدريبية خاصة.
2. حقيبة تدريبية متنوعة.[7]

### من حيث الموضوع
1. حقيبة تعليمية.
2. حقيبة تدريبية.

## مكونات الحقيبة التدريبية
تتألف الحقيبة التدريبية من خمسة أقسام رئيسة هي:

### مفتاح الحقيبة
يحتوي على العناصر المتعلقة بالتعريف بالحقيبة وأهدافها وأهميتهاوبالتوثيق والمحتويات .

### المحتوى التدريبي النظري
وهو الإطار النظري للحقيبة التدريبية يحتوي على المعلومات التي تساعد المتدرب على فهم موضوع الحقيبة والقدرة على القيام بتطبيقاتها الأساسية.

### المحتوى التدريبي العملي
التطبيقات العملية للحقيبة التدريبية ويتبع تقسيمات الوحدات التدريبية حيث تتضمن في كل وحدة تدريبية جلسات تدريبية والتي تضـم الأنشطة التدريبية اللازمة لتحقيق أهداف الجلسة ضمن إطار زمني محدد.

### تقييم الحقيبة التدريبية
يضم أدوات تقييم المحتوى التدريبي وقياس مؤشرات تحقيق أهداف الحقيبة التدريبية.